# Geozagrożenia
Geozagrożenia - zjawiska wynikające z dynamicznych procesów zachodzących w obrębie atmosfery, litosfery - płaszcza ziemi, hydrosfery. Najczęściej wymieniane geozagrożenia to: osuwiska, powodzie - podtopienia,  naturalne i antropogeniczne skażenia terenu, erozje skalne, wstrząsy sejsmiczne i ich następstwa. Niemniej jednak, nie są to geozagrożenia tylko procesy geodynamiczne i tak naprawdę geozagrożeniem należy nazywać każdorazowe, niedostateczne  rozpoznanie planety Ziemi oraz prowadzenie w jej obszarze jakiejkolwiek działalności lub inwestycji która podczas swojej egzystencji może zostać poddana procesom geodynamicznym.